# Europejski Instytut Certyfikacji Informatycznej
Europejski Instytut Certyfikacji Informatycznej (EITCI) (ang. European Information Technologies Certification Institute) – międzynarodowa organizacja non-profit z siedzibą w Brukseli (Belgia), ukierunkowana głównie na promocję alfabetyzmu cyfrowego i zapobieganie wykluczeniu cyfrowemu poprzez dostarczanie wysokiej jakości standardów certyfikacji wiedzy i umiejętności w obszarze technologii informacyjno-komunikacyjnych, zgodnie z wytycznymi Komisji Europejskiej.

## Standardy certyfikacyjne
EITCI prowadzi ciągły rozwój, nadzór oraz certyfikację w zakresie następujących standardów certyfikacji wiedzy i kompetencji zawodowych w obszarze technologii informacyjnych:
- Program Europejskiej Akademii Certyfikacji Informatycznej (ang. European Information Technologies Certification Academy, EITCA) - zapewnia certyfikację osobistej wiedzy i kompetencji w zakresie węższych, wyspecjalizowanych tematycznie obszarów ICT, takich jak Oprogramowanie biurowe, Wspomagane komputerowo zarządzanie projektami, Systemy kolaboracji online, Przetwarzanie grafiki rastrowej.
- Program Europejskiej Certyfikacji Informatycznej (ang. European Information Technologies Certification, EITC) - zapewnia certyfikację osobistej wiedzy i kompetencji w zakresie szerszych ukierunkowanych dziedzinowo obszarów ekspertyzy ICT, takich jak Grafika komputerowa, Bezpieczeństwo informatyczne itp. Programy EITCA, zwane Akademiami EITCA obejmują zestawy kilku do kilkunastu pojedynczych programów EITC pokrywających łącznie określony obszar kwalifikacji.